# منطقه ۱ شهرداری شیراز
منطقه یک شهرداری شیراز در سال ۱۳۵۹ تأسیس گردیده و تاکنون ۱۵ شهردار داشته است. مساحت کنونی منطقه ۴٬۲۳۵ هکتار می‌باشد که این مساحت جمعیت ۱۵۹٬۵۱۳ نفر (۴۹٬۶۵۴ خانوار) (آمار سال ۱۳۹۵) را در خود جای داده است.نواحی

### ناحیه ۱
ناحیه یک منطقه یک از نواحی مرکزی شهر شیراز می‌باشد که با مساحتی بالغ بر ۱۳۸۳ کیلومتر مربع از لحاظ جغرافیایی از شمال به کنار گذر رودخانه خشک، از غرب به خیابان همت شمالی، از شرق به خیابان ملاصدرا و از جنوب به بلوار پاسداران و استقلال (زرهی) منتهی می‌گردد. ناحیه یک دارای چند محله از جمله مهدی آباد تلخداش، قصردشت، قدوسی، گودگری و … می‌باشد که در سطح محدوده ناحیه یک ۷۷۵۶۴ نفر از شهروندان در آن ساکن می‌باشند. از مراکز مهم ناحیه می‌توان به باغ عفیف آباد، باغات محدوده مهدی‌آباد، وجود اماکن و کاربری‌های تجاری پادگان‌های هوابرد و زرهی، پارک بعثت و … نام برد.

## روند شکل‌گیری، گسترش و تحولات کالبدی منطقه
قبل از سال ۱۳۰۰
پایه‌های اولیه گسترش کالبدی منطقه یک از زمان اتابکان فارس آغاز گردید. هرچند در این زمان تغییر و تحول در ساختار کالبدی شهر بین دروازه‌ها صورت گرفته و به غیر از ایجاد چند عنصر در محدوده فعلی منطقه، توسعه کالبدی و به تبع آن افزایش عملکردهای شهری براساس مرکزیت بازار در همان محدوده شهر قدیم باقی مانده، اما به جهت شرایط مساعد اقلیمی تمایل به گسترش در جهت شمال و شمال غرب را در این دوران می‌توان مشاهده کرد.
در این دوران روستاهایی در حاشیه شهر و در محدوده فعلی منطقه یک شکل گرفتند که هسته‌های اولیه جمعیتی را درمنطقه پایه‌گذاری نمودند. این روستاها عبارتند از:
کوشک نصرا… میرزا، رحمت آباد، ابیوردی، ده کُره، تلخداش، قصردشت و …
دوران پهلوی اول (۱۳۲۰تا۱۳۰۰)
توسعه کالبدی به معنای توسعه فضای واقعی در منطقه از زمان پهلوی اول آغاز گردید. در این زمان ساختار سنتی توسعه شهر جای خود را به گسترش شهرنشینی و نوسازی شهرها داد که نتیجه تحولات اجتماعی و اقتصادی بوده است. این روند همراه با رشد کند ۲ درصدی جمعیت، به توسعه عملکردهای شهری و توسعه کالبدی منجر گردید.
دراین دوران عناصر شهری که تا این زمان روی محور بازار متمرکز بودند، بر محور زند تمرکز یافتند و با گسترش بافتهای مسکونی جدید به سمت شمال غرب و توسعه معابر شهری جهت سهولت تردد اتومبیل‌ها و احداث میدان‌ها، وسعت شهر از سمت منطقه یک افزایش پیدا نمود و نظام شبکه بندی به واسطه خیابان‌ها و کوچه‌های وسیع و منظم و خانه‌های دارای فضاهای کافی از بخشهای دیگر کاملاً متمایز شد. در فرایند این تحولات اقشار جدید مرفه جامعه از بافت قدیم شهر مهاجرت نموده و در اطراف خیابان زند تا میدان ستاد ساکن گردیدند.
دراین زمان بافت میانی منطقه شروع به رشد نمود، ولی به لحاظ اقتصادی همچنان بازار نقش تعیین‌کننده را در اقتصاد شهر دارا بوده است. توسعه کمی و تغییر ساختار کالبدی در این مقطع به کندی صورت گرفته و به جز حدود ۱۰ درصد از مساحت منطقه بقیه اراضی به اراضی بایر، باغها، اراضی کشاورزی و روستاها اختصاص داشته است.
دوران پهلوی دوم (۱۳۵۷ تا ۱۳۲۰)
در این دوران تغییرات زیادی در ساختار کالبدی رخ داد و چارچوب استخوان‌بندی اصلی منطقه یک در این مقطع شکل گرفت. توسعه‌های جدید مسکونی منطقه که همچنان جایگاه اقشار مرفه بود، در اطراف باغ ارم، خیابان قصردشت و باغ عفیف آباد تشدید شد و بافتهای میانی منطقه جایگاه اقشار متوسط گردید. با رواج وسایل نقلیه جدید ضرورت تغییرات کالبدی دیگر مثل توسعه معابر، آسفالت خیابانها، ایجاد پارکینگ و … در منطقه مطرح گردید و در فرایند این تغییرات، فضاهای شهری جدید با عملکردهای مختلف ایجاد شد. در اطراف خیابان قصردشت که تنها مسیر تردد برون‌شهری به سمت سپیدان و یاسوج بود، توسعه‌های مسکونی صورت گرفت و بعضی از روستاهای حاشیه ای از جمله قصردشت، ابیوردی، رحمت آباد و کوشک نصرا… میرزا به محله‌های شهری پیوستند و به تدریج روند مسکونی شدن باغهای قصردشت آغاز گردید.
در فرایند این تحولات و با افزایش نرخ رشد جمعیت زمینه ایجاد بافتهای ناهمگون شهری در منطقه به وجود آمد و عناصر کم و بیش ناسازگار در کنار هم قرار گرفتند. توسعه کمی منطقه در این دوران شدت بیشتری یافت و نیمی از مساحت فعلی منطقه را دربرگرفت.
دوران بعد از انقلاب اسلامی (۱۳۵۷ تا اکنون)
در ادامه روند توسعه به سمت شمال غرب، منطقه یک شهرداری در این مقطع کاملاً شکل گرفت، مرز منطقه به صورت فعلی از سال ۱۳۷۵ به بعد تثبیت گردید و یکی از اصلی‌ترین مناطق ۸ گانه شهرداری شیراز به وجود آمد. نرخ رشد جمع یت شهر در این دوران (۵۵ ۴۵) از ۷/۴ درصد به ۱/۷ درصد (۶۵ ۵۵) رسید و این افزایش جمعیت برروی توسعه کالبدی منطقه و شهر اثر چشمگیری برجای گذاشت.
توسعه‌های مسکونی و همراه با آن افزایش عملکردهای غیر مسکونی، توسعه کالبدی منطقه را فراتر از محدوده باغهای قصردشت کشاند و مرز منطقه تا حد جنوب شرقی خیابان معالی آباد گسترش یافت. در این زمان معضل هجوم ساخت و سازهای مسکونی به باغهای قصردشت ادامه یافت و تمامی روستاهای موجود منطقه در بافت شهری ادغام شدند و محله‌های ناهمگون با بافت نوساز پیرامون خود را تشکیل دادند.
عوامل و عناصر مؤثر در تحولات کالبدی منطقه
عناصر مهم منطقه قبل از ۱۳۰۰
- به دستور سلطان اوزون حسن در سال ۸۷۵ هجری در قریه قصردشت، درشمال غربی شیراز، مسجدی به دست رئیس احمد ساخته شد که به مسجد بردی معروف است.
- در زمان کریم خان پایه اساسی گسترش و توسعه شهر به سمت غرب و شمال گذاشته شد که عناصر مهم این دوره به قرار زیر است:

1. انتقال آب رکن آباد از سمت دروازه قرآن به سوی باغ‌های قصردشت
2. احداث خیابانی عریض از چهارراه زند کنونی تا فلکه استانداری
3. تغییر جهت رودخانه خشک به وسیله سد بندی درکناره‌های آن به طرف شمال و افزایش حد شمالی شهر

- ترویج باغ سازی در دوران قاجار
- به فرمان نظام الدوله صاحب اختیار، هر یک از اعیان فارس در خارج از دروازه باغ شاه اقدام به احداث باغ نمودند.
- به دستور ناصرالدین شاه باغ ارم درشمال رودخانه خشک احداث گردید.
- در سال ۱۲۸۴ هجری میرزا علی محمدخان قوام الملک باغ عفیف آباد را احداث و با خرید قنات‌های قصرقمشه از آنها برای آبیاری باغ مذکور استفاده نمود.

عوامل و عناصر مؤثر در تحولات کالبدی در این دوران
با بررسی عناصر مهم ایجاد شده در منطقه در این دوران (که خارج از محدوده شهر قدیم صورت گرفته)، می‌توان گفت که، اقلیم و شرایط مساعد آب و هوا نقش بسزایی درتعیین سمت و سوی توسعه داشته است. باغ‌های زیادی در این محدوده برپا گردیدند که از این رهگذر همراه با احداث قنات‌ها گذرهای جدید نیز احداث شدند و مراکز سکونتی روستایی پیرامون خود را شکل دادند.
هرچند توسعه کالبدی در این مقطع پا را فراتر از محدوده بافت قدیم شهر نگذاشت، ولی زمینه‌های لازم را جهت توسعه‌های بعدی درمنطقه فراهم کرد.
عناصر مهم منطقه در دوران پهلوی اول
- خیابان زند، ستون فقرات اصلی استخوان‌بندی شهر شیراز و منطقه یک شهرداری، در سالهای حاکمیت نظام الملک (حسین خان مقدم مراغه ای) مانند چهارباغ اصفهان مشجر و باغچه بندی شد و سپس در سال ۱۳۰۹به خیابانی عریض مبدل گشت.
- به لحاظ اهمیت استراتژیک شهر در منطقه فارس، پادگان‌های مهم (باغ تخت، زرهی و هنگ ۲۸) در منطقه مستقر شدند.
- کاربری‌های مهم در مقیاس شهر و منطقه از جمله: ساختمان‌های شهرداری، استانداری و … بر روی محور زند قرار گرفتند.
- بیمارستان ارتش در چهارراه باغ تخت احداث شد.

عناصر مهم منطقه در دوران پهلوی دوم
- احداث تأسیسات آب لوله‌کشی توسط محمد نمازی
- احداث بیمارستان نمازی توسط محمد نمازی درباغ کفشگر
- احداث دانشکده پزشکی در سال ۱۳۲۸ به کوشش دکتر ذبیح قربان
- ایجاد دانشگاه شیراز
- تأسیس سازمان صدا و سیما
- قرارگیری راسته‌های مهم تجاری و اداری در خیابانهای اصلی منطقه
- استقرار پادگانهای مهم نظامی در منطقه (از جمله هوابرد، شماره ۴ و …)
- احداث پارک شهر
- احداث ساختمان هلال احمر در خیابان کریم خان زند
- احداث بیمارستان معلولان (چمران)
- احداث بیمارستان سعدی، ارتش و پوستچی
- احداث هتل بزرگ شهر (هتل پنج ستاره کورش)
- احداث سینما سعدی در خیابان قصردشت
- استقرار مراکز مهم اداری و نظامی (ستادی) در فلکه ستاد
- احداث پل‌های حر، باغ صفا و پل بیمارستان نمازی

عناصر مهم منطقه در دوران بعد از انقلاب
- احداث ساختمان جهاد کشاورزی برروی محور آزادی
- احداث مجتمع‌های تجاری برروی محور آزادی
- احداث کتابخانه دانشگاه درخیابان زند
- استقرار اداره کل صنایع روبه روی بیمارستان سعدی
- استقرار هتل‌های بزرگ سه ستاره به بالا مانند پارسیان، رودکی و پارس برروی محور زند
- استقرار صدها واحد خدماتی تجاری و خدمات غیرانتفاعی (مدارس غیرانتفاعی) برروی پهنه بین شمال و جنوب زند تا شمال قصردشت
- انتقال ساختمان سازمان مسکن و شهرسازی به خیابان ستارخان
- احداث بیمارستان دنا در حاشیه باغهای قصردشت
- احداث اداره کل منابع طبیعی استان در فلکه مطهری
- احداث پارک خلدبرین و ساختمان شهرداری درخیابان خلدبرین
- بهسازی باغ عفیف آباد و جداسازی آن از بخش پادگان به عنوان یک عنصر مهم تاریخی تفریحی

پارک‌ها
- پارک قدوسی
- پارک کوهبر
- پارک بنفشه
- پارک کوثر
- پارک هنر ۱ و ۲

## امکانات

### بوستان‌ها
| نام         | آدرس           | سال ساخت |
| ----------- | -------------- | -------- |
| آزادی       | فلکه گاز       | ۱۳۴۵     |
| خلدبرین     | خیابان خلدبرین | ۱۳۷۱     |
| حاشیه چمران | بلوار چمران    | ۱۳۷۵     |
| پارک بعثت   | بلوار بعثت     | ۱۳۸۴     |
| مطهری       | میدان مطهری    | ۱۳۷۸     |
| رویا        | بلوار چمران    | ۱۳۸۳     |

### هتل‌ها
| نام                                    | آدرس                      | کد پستی    |
| -------------------------------------- | ------------------------- | ---------- |
| مهمان سرای کریمخان زند                 | پل باغ صفا، خیابان فردوسی | ۷۱۳۵۷۱۵۱۵۹ |
| مهمانپذیر طوس                          | رودکی                     | ۷۱۳۵۷۱۳۷۳۵ |
| مهمانسرا و تالار پذیرایی باغ عفیف آباد | ستارخان خیابان نمازی      | ۷۱۸۴۷۶۵۳۵۳ |
| مهمانسرای استانداری                    | جهادسازندگی               |            |
| مهمانسرای شلمچه                        | پل باغ صفا، خیابان فردوسی |            |
| هتل آپارتمان تچر                       | پل باغ صفا                | ۷۱۳۵۷۶۵۶۴۵ |
| هتل آپارتمان خانه سبز                  | آزادی، خیابان سمیه        | ۷۱۴۳۹۵۳۸۷۹ |
| هتل آپارتمان سریر                      | شهید قدوسی غربی           | ۷۱۸۶۷۱۳۹۹۶ |
| هتل آرین                               | پل باغ صفا، خیابان فردوسی |            |
| هتل آریو برزن                          | رودکی                     | ۷۱۳۵۸۴۳۶۸۹ |
| هتل بزرگ چمران                         | شهید چمران                | ۷۱۹۴۸۷۵۵۱۴ |
| هتل پارس                               | کریم خان زند              | ۷۱۳۴۸۳۳۵۱۱ |
| هتل پارسیان                            | رودکی                     | ۷۱۳۵۷۵۳۵۸۱ |
| هتل تالار                              | فردوسی                    | ۷۱۳۵۸۶۶۳۹۸ |
| هتل رودکی                              | رودکی                     |            |
| هتل ستارگان                            | آزادی                     | ۷۱۴۳۸۳۶۸۶۵ |
| هتل صدرا                               | رودکی                     |            |
| هتل کریمخان                            | رودکی                     |            |
| هتل کوثر                               | کریم خان زند              | ۷۱۳۵۷۴۶۴۱۸ |
| هتل و مرکز خرید شهر راز                | سعدی                      |            |
| هتل هدیش                               | رودکی                     | ۷۱۳۵۷۵۳۷۱۷ |
| هتل هما                                | مشکین‌فام                  |            |

### بیمارستان‌ها
| نام                                             | مدیریت                | آدرس               |
| ----------------------------------------------- | --------------------- | ------------------ |
| بیمارستان ۵۷۶ منطقه ای شیراز                    | نهادها و سایر ارگانها | آزادی              |
| بیمارستان MRI                                   | خصوصی                 | شهید چمران         |
| بیمارستان اردیبهشت                              | خصوصی                 | شهید چمران         |
| بیمارستان امام رضا                              | دانشگاه علوم پزشکی    |                    |
| بیمارستان حافظ                                  | دانشگاه علوم پزشکی    | شهید چمران         |
| بیمارستان پارس                                  | خصوصی                 | قصردشت             |
| بیمارستان تخصصی پوست مو وزیبایی دکتر وفاجو      | خصوصی                 | خلیلی              |
| بیمارستان تخصصی پوست مو وزیبایی رازی            | خصوصی                 | قصردشت             |
| بیمارستان تخصصی پوست و مو پارس                  | خصوصی                 | کریم خان زند       |
| بیمارستان تخصصی شهید دکتر فقیهی ساختمان شماره ۴ | دانشگاه علوم پزشکی    | کریم خان زند       |
| بیمارستان تخصصی کاشت مو پوست و لیزر شقایق       | خصوصی                 | استقلال            |
| بیمارستان شهید فقیهی                            | دانشگاه علوم پزشکی    | کریم خان زند       |
| بیمارستان چشم‌پزشکی دکتر خدادوست                 | خصوصی                 | شهید مطهری شمالی   |
| بیمارستان حضرت علی اصغر                         | دانشگاه علوم پزشکی    | مشکین‌فام           |
| بیمارستان دامپزشکی اختصاصی دام کوچک دنا         | خصوصی                 | آیت اله قدوسی شرقی |
| بیمارستان دامپزشکی ایران                        | دانشگاه علوم پزشکی    | خبرنگار            |
| بیمارستان دکتر امامی                            | خصوصی                 | اردیبهشت           |
| بیمارستان دکتر میر                              | خصوصی                 | عفیف آباد          |
| بیمارستان دکتر فرهمندفر                         | خصوصی                 | قصردشت             |
| بیمارستان دنا                                   | خصوصی                 | شهید مطهری         |
| بیمارستان دندانپزشکی حکمت                       | خصوصی                 | استقلال            |
| بیمارستان دندانپزشکی یاس                        | خصوصی                 | ستارخان            |
| بیمارستان شفا                                   | خصوصی                 | هفت تیر            |
| بیمارستان شوشتری                                | دانشگاه علوم پزشکی    | استقلال            |
| بیمارستان نمازی                                 | دانشگاه علوم پزشکی    | نمازی              |
| زایشگاه بیمارستان حافظ                          | دانشگاه علوم پزشکی    | شهید چمران         |
| بیمارستان خلیلی                                 | دانشگاه علوم پزشکی    | خلیلی              |

### موزه‌ها و اماکن تاریخی
| نام                        | آدرس    |
| -------------------------- | ------- |
| باغ ارم                    | ارم     |
| باغ عفیف آباد              | ستارخان |
| موزه شیرازشناسی            | بعثت    |
| موزه نظامی (باغ عفیف آباد) | ستارخان |

### سینما
| نام          | آدرس                             | تلفن     |
| ------------ | -------------------------------- | -------- |
| سینما ایران  | بلوار کریم خان زند               | ۳۲۲۴۶۱۵۷ |
| سینما پرسیا  | بلوار کریم خان زند نبش رودکی     |          |
| سینما پیام   | بلوار کریم خان زند               | ۳۲۳۰۱۴۱۶ |
| سینما فلسطین | بلوار کریم خان زند، خیابان رودکی | ۳۲۲۴۰۶۶۸ |
| سینما سعدی   | چهار راه سینما سعدی              | ۳۲۳۰۲۹۶۹ |

### مکان‌های نظامی
| نام                                                     | آدرس                                 | کد پستی    |
| ------------------------------------------------------- | ------------------------------------ | ---------- |
| تیپ ۵۵ هوابرد                                           | بعثت                                 | ۷۱۸۳۷۷۳۳۵۶ |
| تیپ مستقل ۳۷ زرهی شیراز                                 | شهید قدوسی شرقی                      |            |
| تیپ ۵۵ پیاده هوابرد                                     | استقلال                              |            |
| دژبان فرماندهی ارشد آجا منطقه فارس                      | انقلاب اسلامی                        | ۷۱۳۴۹۸۳۴۹۹ |
| سپاه پاسداران انقلاب اسلامی (عشایر فارس)                | انقلاب اسلامی                        | ۷۱۳۵۷۱۳۱۱۱ |
| سپاه فجر استان فارس سازمان بسیج جامعه پزشکی             | ساحلی غربی                           | ۷۱۴۳۶۹۵۹۵۵ |
| ستاد فرماندهی انتظامی استان فارس                        | آزادی                                | ۷۱۴۳۹۵۶۱۳۵ |
| فرماندهی انتظامی استان فارس قرارگاه شماره ۲             | آزادی                                | ۷۱۴۳۹۵۶۱۳۶ |
| فرماندهی نیروی انتظامی استان فارس ۱۹۷ دفتر نظارت همگانی | قصرالدشت                             | ۷۱۳۳۷۴۴۹۹۸ |
| کمیسیون پزشکی سپاه                                      | پل باغ صفا، خیابان فردوسی            | ۷۱۳۵۷۱۷۴۱۱ |
| مرکز آموزش زرهی شهید سرلشکر اکبر کرمی                   | استقلال                              | ۷۱۸۴۶۶۳۱۳۵ |
| مرکز آموزش هوانورد ی پارسیس                             | حکیمی غربی                           | ۷۱۳۴۶۳۴۴۹۷ |
| معاونت اجتماعی نیروی انتظامی                            | کریم خان زند خیابان سعدی، کوچه مکتبی |            |
| یگان امداد قرارداد ۲ فرماندهی انتظامی شهرستان شیراز     | شیخ علی ابیوردی                      |            |

### ادارات دولتی
| نام                                                                             | آدرس                | کد پستی    |
| ------------------------------------------------------------------------------- | ------------------- | ---------- |
| آزمایشگاه آب و خاک فارس                                                         | آزادی               | ۷۱۴۳۸۳۶۸۸۶ |
| آزمایشگاه آب‌شناسی                                                               | ارم                 |            |
| آکادمی بین‌المللی اپتک گسترش انفورماتیک ایران                                    | شهید چمران          | ۷۱۹۴۷۱۵۷۴۵ |
| اتاق بازرگانی و صنایع و معادن و کشاورزی                                         | قصرالدشت            | ۷۱۸۶۷۸۹۵۶۵ |
| اداره آموزش و پرورش ناحیه ۲ شیراز                                               | حر                  |            |
| اداره پشتیبانی فنی و نظارت بر نگهداری شبکه کابل و هوایی مخابرات                 | کریم خان زند        | ۷۱۳۴۷۶۵۴۵۱ |
| اداره تأسیسات و امور امانی دانشگاه شیراز                                        | ساحلی               |            |
| اداره کل آموزش و پرورش استان فارس                                               | معدل                | ۷۱۳۴۷۸۶۱۹۱ |
| اداره کل استاندارد استان فارس                                                   | قصرالدشت            | ۷۱۹۵۶۵۷۷۱۳ |
| اداره کل امور بازنشستگان و موظفین                                               | فردوسی              | ۷۱۳۵۷۱۷۸۷۵ |
| اداره کل تبلیغات اسلامی استان فارس                                              | فردوسی              | ۷۱۳۵۷۱۵۶۴۱ |
| اداره کل تعاون کار و رفاه اجتماعی فارس                                          | سمیه                | ۷۱۴۳۹۵۳۴۵۶ |
| اداره کل تعزیرات حکومتی                                                         | سمیه                | ۷۱۴۳۹۵۸۴۶۸ |
| اداره کل دامپزشکی استان فارس                                                    | مشیر غربی           | ۷۱۷۳۶۹۵۳۵۶ |
| اداره کل منابع طبیعی و آبخیزداری استان فارس                                     | شهید مطهری          | ۷۱۸۶۷۶۶۳۶۴ |
| اداره کل نوسازی مدارس استان فارس                                                | معدل غربی           | ۷۱۳۴۷۴۳۶۶۴ |
| اداره کل نهضت سوادآموزی استان فارس                                              | برق                 | ۷۱۳۳۸۳۶۳۸۰ |
| اداره کل امور عشایر استان فارس                                                  | هدایت               | ۷۱۳۴۷۳۷۸۱۵ |
| اداره کل امور عمومی و تدارکات دانشگاه شیراز                                     | شهید چمران          | ۷۱۹۴۶۳۴۱۸۸ |
| اداره کل بازرسی استان فارس                                                      | آیت اله قدوسی شرقی  | ۷۱۸۴۹۸۵۶۸۶ |
| اداره کل بهزیستی استان فارس                                                     | هدایت               | ۷۱۳۴۹۴۳۳۱۵ |
| اداره کل حفاظت محیط زیست فارس                                                   | فلسطین              | ۷۱۳۴۷۵۳۳۵۷ |
| اداره کل راه و شهرسازی استان فارس                                               | ستارخان             | ۷۱۸۳۹۳۸۱۱۵ |
| اداره کل کمیته امداد امام خمینی                                                 | کریم خان زند        | ۷۱۳۴۷۷۴۷۹۴ |
| استانداری فارس                                                                  | انقلاب اسلامی       | ۷۱۳۴۸۵۵۵۵۵ |
| امور توزیع نیروی برق منطقه ۵ شیراز                                              | قصرالدشت            | ۷۱۸۶۶۶۶۵۴۷ |
| امور منابع آب شهرستان شیراز                                                     | جهادسازندگی         | ۷۱۴۳۸۷۴۳۳۵ |
| بازرسی کل کشور منطقه ۳                                                          | آیت اله قدوسی شرقی  | ۷۱۸۴۹۸۵۶۸۶ |
| بنیاد تعاون سپاه                                                                | شهید قدوسی غربی     | ۷۱۸۶۸۸۴۹۸۶ |
| بنیاد شهید و امور ایثار گران استان فارس                                         | انقلاب اسلامی       | ۷۱۳۵۷۱۳۳۳۳ |
| بنیاد فرهنگی انوار ولایت فارس                                                   | فردوسی              | ۷۱۳۵۷۳۵۷۱۱ |
| بنیاد مسکن انقلاب اسلامی شیراز                                                  | انقلاب اسلامی       | ۷۱۳۵۷۱۳۴۵۵ |
| بورس اوراق بهادار تالار منطقه ای فارس                                           | شهید چمران          |            |
| پایگاه پشتیبانی مناطق عملیاتی نفتی فارس -بوشهر و هرمزگان (شرکت ملی حفاری ایران) | معدل                | ۷۱۳۴۶۶۷۸۳۱ |
| جمعیت هلال احمر مجموعه شماره ۱                                                  | کریم خان زند        |            |
| جهاد دانشگاهی واحد فارس                                                         | قصردشت              | ۷۱۸۳۶۵۳۴۵۶ |
| حوزه مدیریت دانشگاه شیراز                                                       | شهید چمران          | ۷۱۹۴۶۳۴۱۸۸ |
| حوزه مدیریت دانشگاه شیراز مدیریت طرحهای عمرانی                                  |                     |            |
| خانه حمل و نقل استان فارس                                                       | شهید چمران          | ۷۱۹۴۷۱۷۶۴۶ |
| دفتر رسیدگی به اسناد پزشکی استان فارس                                           | مشیر غربی           | ۷۱۷۳۶۹۵۴۹۵ |
| دفتر کمیسیونها و شورای پزشکی                                                    | بعثت                | ۷۱۸۳۶۱۸۶۳۱ |
| ساختمان مدیریت شعب بانک ملت استان فارس                                          | شهید چمران          |            |
| سازمان آموزش و پرورش استان فارس                                                 | ارم                 | ۷۱۴۳۷۵۷۸۴۱ |
| سازمان بازنشستگی کشوری مدیریت استان فارس                                        | استقلال             | ۷۱۷۳۶۹۶۳۱۸ |
| سازمان بسیج استادان استان فارس                                                  | ساحلی غربی          | ۷۱۴۳۶۹۵۹۵۵ |
| سازمان بسیج دانشجویی ناحیه بسیج دانشجویی استان فارس                             | کریم خان زند        | ۷۱۳۵۷۱۴۹۸۸ |
| سازمان بسیج رسانه استان فارس                                                    | کریم خان زند        | ۷۱۳۵۷۳۳۱۳۵ |
| سازمان بسیج سازندگی                                                             | شهید مطهری شمالی    | ۷۱۸۳۹۹۸۵۸۴ |
| سازمان تعاون روستایی استان فارس                                                 | قصردشت              | ۷۱۸۳۸۹۳۷۱۴ |
| سازمان تعاون روستایی شهرستان شیراز                                              | ولیعصر              | ۷۱۸۳۸۹۳۱۸۹ |
| سازمان تنظیم مقررات و ارتباطات رادیویی                                          | دانشگاه             | ۷۱۹۴۶۷۸۸۴۴ |
| سازمان تنظیم مقررات و ارتباطات رادیویی اداره کل منطقه جنوب                      | دانشجو              | ۷۱۹۴۶۷۸۸۴۴ |
| سازمان جهاد کشاورزی استان فارس ساختمان مرکزی                                    | ساحلی غربی          | ۷۱۴۳۶۸۶۱۶۶ |
| سازمان صنعت معدن و تجارت استان فارس                                             | هفت تیر             | ۷۱۳۴۷۸۳۹۵۵ |
| سازمان کارگزاران بورس اوراق بهادار تهران                                        | اردیبهشت            | ۷۱۳۴۷۵۳۸۶۴ |
| سازمان مدیریت صنعتی ساختمان شماره ۱                                             | ارم                 | ۷۱۴۳۸۳۷۳۸۹ |
| سازمان مدیریت صنعتی منطقه جنوب ساختمان شماره۲                                   | ارم                 | ۷۱۴۳۶۵۳۷۴۴ |
| سازمان میراث فرهنگی صنایع دستی و گردشگری استان فارس                             | داوری               | ۷۱۳۵۸۵۸۷۹۴ |
| سازمان نظام روان‌شناسی و مشاوره غلامرضا ده بزرگی                                 | کریم خان زند        | ۷۱۳۴۷۶۳۱۶۶ |
| سازمان نظام کاردانی ساختمان استان فارس                                          | ستارخان             | ۷۱۸۴۷۶۴۸۶۳ |
| سازمان نظام مهندسی ساختمان استان فارس                                           | ستارخان             | ۷۱۸۴۷۵۵۳۵۴ |
| سازمان نظام مهندسی ساختمان استان فارس ساختمان شماره ۲                           | ستارخان             | ۷۱۸۴۷۴۴۸۱۵ |
| سازمان نظام مهندسی ساختمان استان فارس مدیریت کنترل و نظارت گاز خانگی و تجاری    | آیت اله قدوسی شرقی  | ۷۱۸۴۹۷۳۵۳۹ |
| سازمان نظام مهندسی کشاورزی و منابع طبیعی استان فارس                             | آزادی               |            |
| سرپرستی بانک قوامین                                                             | شهید چمران          | ۷۱۹۴۷۱۷۵۳۰ |
| شبکه لرزه‌نگاری شیراز                                                            | دانشجو              | ۷۱۹۴۶۷۴۷۱۸ |
| شرکت آب و فاضلاب روستایی استان فارس                                             | جمهوری اسلامی       | ۷۱۴۶۶۱۶۳۱۳ |
| شرکت آب و فاضلاب شیراز مدیریت بهره‌برداری منطقه ۲                                | دانشجو              | ۷۱۹۴۶۷۴۷۱۸ |
| شرکت برق منطقه ای فارس ایستگاه همت                                              | ایمان شمالی         |            |
| شرکت سهامی آب منطقه ای فاس                                                      | ارم                 | ۷۱۴۳۶۸۳۶۸۵ |
| شرکت سهامی برق منطقه ای فارس                                                    | مشیرغربی            | ۷۱۷۳۶۱۴۶۷۳ |
| شرکت سهامی توزیع برق استان فارس                                                 | معدل                | ۷۱۳۴۶۸۶۴۷۹ |
| شرکت سهامی توزیع نیروی برق                                                      | جهادسازندگی         | ۷۱۴۴۷۱۳۳۹۶ |
| شرکت سهامی توزیع نیری برق معاونت برنامه‌ریزی                                     | جهادسازندگی         |            |
| شرکت گاز استان فارس ناحیه ۲                                                     | آزادی               | ۷۱۴۴۷۱۶۸۷۷ |
| شرکت ملی پخش فرآورده‌های نفتی ایران ناحیه مرکزی                                  | ابریشمی             | ۷۱۴۴۷۶۷۷۸۵ |
| شرکت ملی صنایع پتروشیمی                                                         | دانشجو              | ۷۱۹۴۶۷۴۱۸۸ |
| شرکت آب و فاضلاب حوزه معاونت بهره‌برداری                                         | شهید جمالی          | ۷۱۹۳۶۱۶۴۱۱ |
| شرکت آب و فاضلاب شیراز                                                          |                     | ۷۱۹۳۶۳۵۸۹۸ |
| شرکت آب و فاضلاب شیراز مدیریت بهره‌برداری منطقه ۲                                | دانشجو              | ۷۱۹۴۶۷۴۷۱۸ |
| شرکت برق منطقه ای فارس                                                          | کریم خان زند        | ۷۱۳۴۷۹۶۳۳۳ |
| شرکت برق منطقه ای فارس                                                          | ملاصدرا             |            |
| شرکت پالایش گاز فجر جم                                                          | ولیعصر              | ۷۱۸۳۹۸۵۳۴۷ |
| شرکت خدمات حمایتی و کشاورزی فارس                                                | نشاط                |            |
| شرکت سهامی پشتیبانی امور دام کشور                                               | شهید چمران          | ۷۱۹۴۶۱۶۶۴۵ |
| شرکت ملی نفت ایران                                                              | کریم خان زند        | ۷۱۳۵۷۱۳۱۱۳ |
| شورای اسلامی استان فارس                                                         | کریم خان زند        | ۷۱۳۴۷۷۷۸۳۸ |
| شورای اسلامی شهر شیراز                                                          | بعثت                | ۷۱۸۳۶۵۷۱۶۴ |
| شورای اسلامی شهر شیراز                                                          | جهادسازندگی         |            |
| صدا و سیمای جمهوری اسلامی ایران مرکز فارس                                       | جمهوری اسلامی       | ۷۱۹۴۶۹۳۱۶۶ |
| کانون ازدواج آسان جوانان کشور شعبه شیراز                                        | شهید بهشتی          | ۷۱۸۳۶۱۵۱۹۴ |
| کمیته امداد امام خمینی منطقه ۲ شیراز                                            | شوریده شیرازی       |            |
| کمیته امداد امام خمینی (مدیریت شیراز)                                           | دانش آموز           |            |
| گیرنده‌های رادیویی دیوار فارس شعبه ۲                                             | شهید چمران          |            |
| مدیریت آموزش و پرورش استثنایی                                                   | معدل غربی           | ۷۱۳۴۷۴۳۶۷۷ |
| مدیریت آموزش و پرورش عشایر سیار استان فارس                                      | ارم                 | ۷۱۴۳۷۵۴۵۳۶ |
| مدیریت اداره کل امور آموزشی دانشگاه شیراز                                       | ساحلی غربی          | ۷۱۴۳۶۴۳۸۴۴ |
| مدیریت اکتشافات شرکت ملی نفت ایران                                              | دانشجو              | ۷۱۴۳۶۱۳۶۱۵ |
| مدیریت دانشگاه شیراز                                                            | جمهوری اسلامی       | ۷۱۹۴۶۸۴۴۷۱ |
| مدیریت شیلات فارس                                                               | ارم                 | ۷۱۴۳۸۱۳۶۹۵ |
| مرکز مدیریت حوادث و فوریت‌های پزشکی استان فارس                                   | قصرالدشت            | ۷۱۸۶۶۶۶۳۹۶ |
| مرکز مدیریت حوزه‌های علمیه خواهران منطقه ۳                                       | شهید ذوالانوار      | ۷۱۳۳۷۴۶۱۹۷ |
| مرکز معاینات پزشکی متقاضیان گواهی نامه رانندگی و مشمولان نظام وظیفه             | ایمان شمالی         | ۷۱۸۶۸۳۸۳۷۲ |
| مرکز خدمات سرمایه‌گذاری استان فارس                                               | نشاط                |            |
| مرکز رشد و فناوری اطلاعات در علوم پزشکی                                         | نشاط                |            |
| مرکز نگهداری سیستمهای SM-WL شرکت مخابرات استان فارس                             | جمال الدین اسدآبادی |            |
| معاونت بهره داری برق منطقه ای فارس                                              | مشیرغربی            | ۷۱۳۳۶۱۴۷۱۷ |
| معاونت پژوهشی جهاد دانشگاهی                                                     | کریم خان زند        | ۷۱۳۴۷۷۳۹۷۴ |
| معاونت جهاد دانشگاهی دانشگاه شیراز                                              | نشاط                |            |
| معاونت روابط کار                                                                | سمیه                | ۷۱۴۳۹۵۸۶۱۱ |
| معاونت مهندسی ترسا مهندسی منطقه جنوب                                            | انصار               | ۷۱۸۴۷۵۵۱۹۸ |
| واحد نقلیه معاونت دانشجویی                                                      | مشکین‌فام            |            |
| اداره کل اموال و املاک استان فارس                                               | ارم                 |            |